# Имамо наступ (ТВ филм)
„Имамо наступ” је  југословенски ТВ филм из 1981. године. Режирао га је Славољуб Стефановић Раваси а сценарио је написао Михаило Радојичић.

## Улоге
| Глумац                   | Улога |
| ------------------------ | ----- |
| Слободан Алигрудић       |       |
| Стојан Столе Аранђеловић |       |
| Весна Чипчић             |       |
| Драгомир Чумић           |       |
| Милутин Мима Караџић     |       |
| Љиљана Контић            |       |
| Вељко Мандић             |       |
| Драгица Томаш            |       |